# 여의 담윤현
《여의명비전》(중국어 간체자: 女医·明妃传, 정체자: 女醫·明妃傳, 병음: Nǚ yī Míng fēi zhuàn 뉘이밍페이좐[*], The Imperial Doctress 더 임페리얼 닥트레스[*])은 중국의 텔레비전 드라마이다. 이 중국 드라마는 대한민국의 중화TV에서는 여의 담윤현으로 소개되었다.내용은 중국 4대 여성 명의 가운데 한 사람으로 여겨지는 담윤현에 대한 이야기를 담은 드라마이다.여의 담윤현 포스트

## 등장 인물
- 유시시 (劉詩詩) : 담윤현 (譚允賢) 역
- 곽건화 (霍建華) : 주기진 (朱祁鎮) 역
- 황쉬안 (黄軒) : 주기옥 (朱祁鈺) 역
- 하청 (何晴) : 손태후 (孫太后) 역
- 리청위안 (李呈媛) : 전황후 (錢皇后) 역
- 진천 (金晨) : 왕미인 (汪美麟) 역
- 위안원캉 (袁文康) : 에센 역